# Kōkaku
Cesarz Kōkaku (jap. 光格天皇 Kōkaku tennō; ur. 23 września 1771, zm. 11 grudnia 1840) − 119. cesarz Japonii, według tradycyjnego porządku dziedziczenia.
Przed wstąpieniem na tron nosił imię książę Tomohito (jap. 兼仁親王 Tomohito-shinnō).
Kōkaku panował w latach 1779–1817.

## Życiorys
Kōkaku nie pochodził z właściwej linii japońskiego rodu cesarskiego, lecz z odgałęzienia Kanin, jednej z pięciu gałęzi japońskiego rodu cesarskiego. Był synem Sukehito, dalekiego kuzyna cesarza. W dzieciństwie żył blisko cesarza, jednak nikt nie spodziewał się, że zostanie jego następcą. Cesarz Go-Momozono, który nie doczekał się syna, umierając w 1779, na łożu śmierci adoptował ośmioletniego Morohito i wyznaczył go na swego następcę. 16 grudnia 1779 odbyła się intronizacja.
Podczas rządów Kōkaku dwór cesarski odzyskał autorytet wśród ludu. Cesarz złożył propozycję pomocy siogunatowi Tokugawa i rozpoczął negocjacje z Rosją na temat sporu rosyjsko-japońskiego o tereny Japonii północnej. Dzięki temu zyskał uznanie rodu Tokugawa.
Kōkaku był nadzwyczaj utalentowany i posiadał wielką chęć do nauki. Zbudował w Japonii wiele świątyń. Organizował świąteczne ceremonie na dworze cesarskim i obrzędy świąteczne.
Na tronie cesarskim panował 38 lat. 7 maja 1817 abdykował na rzecz swojego czwartego syna, cesarza Ninkō. Po jego abdykacji, były cesarz był znany jako Sentō-gosho (jap. 仙洞御所).
Kōkaku żył w czasie, gdy cesarze żyli bardzo krótko i najczęściej ginęli. Był pierwszym monarchą Japonii od czasów cesarza Ōgimachi, który przeżył więcej niż 30 lat, będąc na tronie. Miał łącznie siedem żon i osiemnaścioro dzieci (w tym ośmiu synów). Zmarł 11 grudnia 1840, w wieku 69 lat.
Mauzoleum Kōkaku znajduje się w Kioto. Nazywa się Nochi-no tsuki-no wa-no misasagi.